# Ben Shelton
Benjamin Todd Shelton (Atlanta, 9 de outubro de 2002) é um tenista profissional norte-americano. 
É o atual nº 6 do mundo no ranking de simples da ATP, sua melhor colocação até o momento, e é o tenista número 2 do Estados Unidos, atrás apenas de Taylor Fritz. Na primeira vez que disputou o Australian Open, em 2023, alcançou as quartas de finais, resultado que superou no US Open do mesmo ano, ao chegar a sua primeira semifinal de Grand Slam. Ao final da temporada de 2023, Shelton conquistou seu primeiro título no profissional, o ATP de Tóquio.
Em agosto de 2025, conquistou seu primeiro título de Masters 1000, no ATP de Montreal, derrotando o russo Karen Khachanov na final, por 2 sets a 1.